# Ganthela cipingensis
Espèce
Synonymes
- Liphistius cipingensis Wang, 1989

Ganthela cipingensis est une espèce d'araignées mésothèles de la famille des Liphistiidae.

## Distribution
Cette espèce est endémique du Jiangxi en Chine,. Elle se rencontre dans le massif du Jinggang vers  Ciping.

## Description
La femelle holotype mesure 12,9 mm.
Les femelles mesurent de 8,70 à 14,70 mm.

## Systématique et taxinomie
Cette espèce a été décrite sous le protonyme Liphistius cipingensis par Wang en 1989. Elle est placée dans le genre Heptathela par Platnick en 1993, dans le genre Songthela par Ono en 2000 puis dans le genre Ganthela par Xu, Liu, Chen, Ono, Li et Kuntner en 2015.

## Étymologie
Son nom d'espèce, composé de ciping et du suffixe latin -ensis, « qui vit dans, qui habite », lui a été donné en référence au lieu de sa découverte, Ciping.

## Publication originale
- Wang, 1989 : « A new species of spider of the genus Liphistius from south China (Araneae: Liphistiidae). » Acta Zootaxonomica Sinica, vol. 14, no 1, p. 30-32.